# Александар Обрадовић (узбуњивач)
Александар Обрадовић (Београд, 2. март 1979) српски је узбуњивач који је објавио документе који су открили корупцију и превару у јавном предузећу Крушик. Ухапшен је 18. септембра 2019. на свом радном месту за оптужбе за шпијунажу и пребачен је у Окружни затвор у Београду. Његово хапшење покренуло је више протеста широм Србије. Дана 14. октобра 2019. године донета је одлука Вишег суда у Београду којом је пуштен из затвора и осуђен на кућни притвор. Након више протеста и јавног притиска, Обрадовић је пуштен из кућног притвора 18. децембра 2019. године. Истрага против њега још увек је у току, али није било оптужнице. Француска филијала организације Amnesty International назвала је Обрадовића „Српски Сноуден”. Тренутно је незапослен јер његова суспензија из Крушика није подигнута.

## Приватни живот

### Породица
Александар Обрадовић је рођен 2. марта 1979. године у Ваљеву, годину дана након што су му родитељи одселили из Тутина. Отац му је радио у фабрици Србијанка, а мајка се запослила у Крушику 1980. године. Оба родитеља су му завршила факултете. Његова мајка је дипломирала са најбољим успехом, а према речима Обрадовића, она је фантастичан програмер и даје му велику подршку. Сестра му је рођена када је имао пет година.

### Образовање
Првих осам година школовања завршио је у ОШ „Жикица Јовановић Шпанац” у Ваљеву. Даље школовање наставио је у Средњој економској школи и у Високој пословној школи струковних студија где је и дипломирао.

### Кошаркашка каријера
Са 8 година развио је љубав према кошарци и почео да тренира у кошаркашком клубу Металац. Постао је капитен своје генерације која је почела да прави запажене резултате на турнирима и увек је био међу три најбоља стрелца лиге. Постао је професионални играч Металца, али је због незадовољства према играчима у клубу напустио професионалну кошарку са 20 година.

## Скандал у Крушику

### Објављивање докумената
Године 2014. генерални директор фабрике постао је Младен Петковић, члан владајуће Српске напредне странке. Често се сукобљавао са радницима фабрике и стварао оно што је Обрадовић назвао „атмосфером напетости и страха”. Од тада је Обрадовић почео да прикупља доказе његовог лошег управљања, а када је Обрадовић унапређен у менаџера, открио је финансијску превару. Компанија ГИМ, коју је заступао отац владиног политичара Небојше Стефановића, купила је 2017. године оружје од Крушика по повлашћеној цени која је према Обрадовићевим речима била „неразумно ниска, на граници губитка”. Након овог уговора ГИМ је са годишњег профита од неколико милиона порастао на преко милијарду. Обрадовић је открио документе о продаји истраживачкој новинарки Диљани Гајтанџиевој која је објавила да је оружје које је извезао ГИМ завршило у рукама бораца ИСИС-а у Јемену. Она је позвала да Србија прекине продају оружја Саудијској Арабији јер је то оружје завршило у рукама терориста, али није добила одговор.

### Хапшење
У 15 часова 18. септембра у фабрику је дошло око 10 агената БИА и ухапсило Обрадовића, а после око 20 минута је предат службеницима тужилаштва за високотехнолошки криминал. Пребацили су га у полицијску станицу у Београду одакле је упућен у Окружни затвор у Београду.

## Протести против његовог хапшења
У Ваљеву, Новом Саду и Београду одржани су протести са захтевима за ослобађање Обрадовића на којима је учествовало више десетина хиљада људи. Говорници протеста назвали су Обрадовића „херојем нашег времена” и тражили да се одмах пусти на слободу. Само два дана након што је Обрадовић премештен из Окружног затвора у кућни притвор, телефоном је одржао говор на протесту у Београду. Рекао је да себе не види као хероја, већ као обичног човека који није желео да компанија која запошљава хиљаде људи пропада због корупције.